# Сен-Леон (Верхняя Гаронна)
Сен-Лео́н (фр. Saint-Léon, окс. Sent Lon) — коммуна во Франции, находится в регионе Юг — Пиренеи. Департамент — Верхняя Гаронна. Входит в состав кантона Найу. Округ коммуны — Тулуза.
Код INSEE коммуны — 31495.

## География
Коммуна расположена приблизительно в 610 км к югу от Парижа, в 25 км к югу от Тулузы и в 10 км от города Патау.

## Климат
Климат умеренно-океанический. Зима мягкая и снежная, весна характеризуется сильными дождями и грозами, лето сухое и жаркое, осень солнечная. Преобладают сильные юго-восточные и северо-западные ветры.

## Население
Население коммуны на 2010 год составляло 1133 человека.
| 1962 | 1968 | 1975 | 1982 | 1990 | 1999 | 2010 |
| ---- | ---- | ---- | ---- | ---- | ---- | ---- |
| 530  | 474  | 496  | 612  | 609  | 749  | 1133 |

## Экономика
В 2010 году среди 720 человек трудоспособного возраста (15—64 лет) 571 были экономически активными, 149 — неактивными (показатель активности — 79,3 %, в 1999 году было 72,5 %). Из 571 активных жителей работали 538 человек (290 мужчин и 248 женщин), безработных было 33 (15 мужчин и 18 женщин). Среди 149 неактивных 58 человек были учениками или студентами, 49 — пенсионерами, 42 были неактивными по другим причинам.

## Фотогалерея

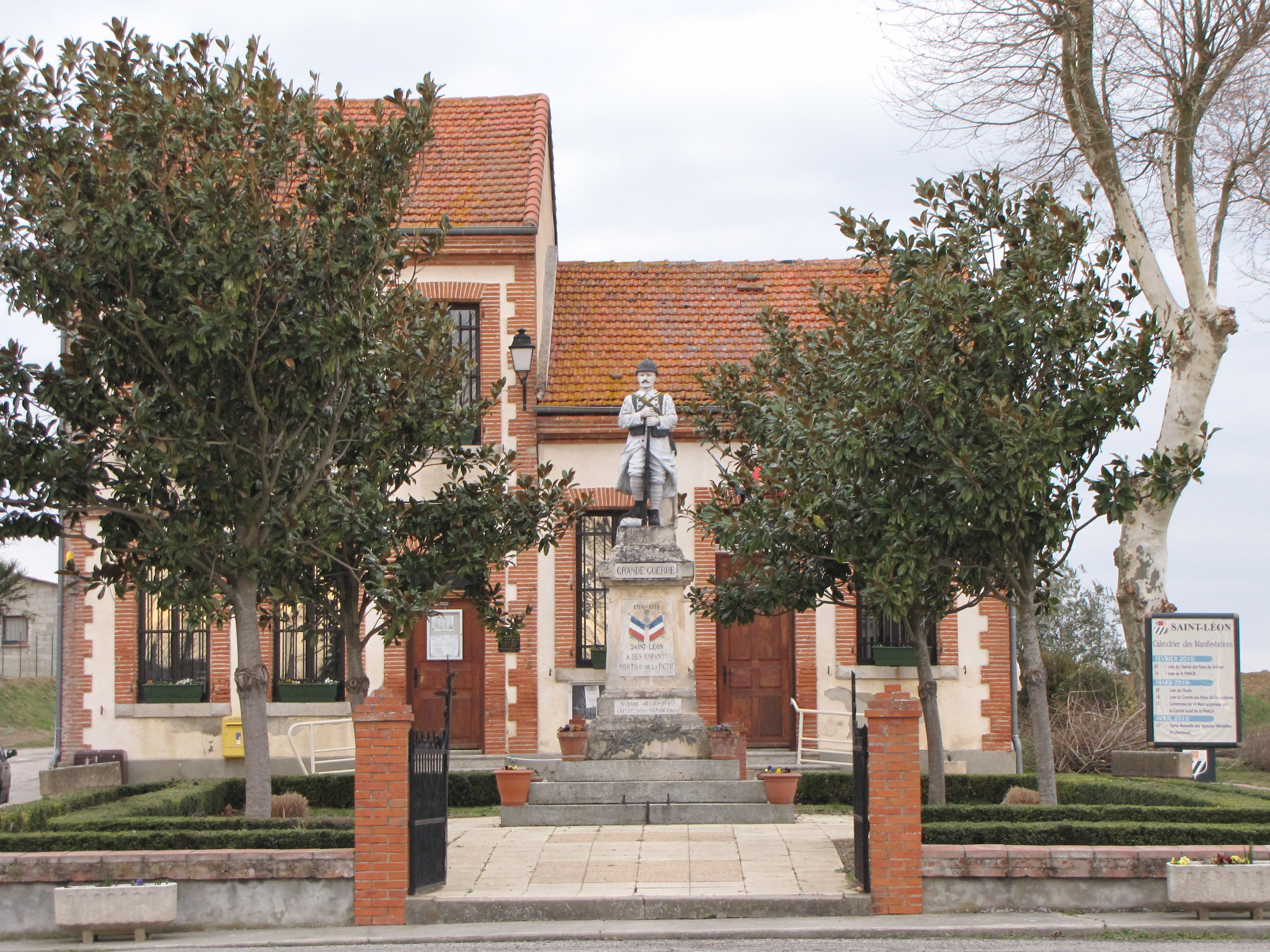
Мэрия и военный мемориал
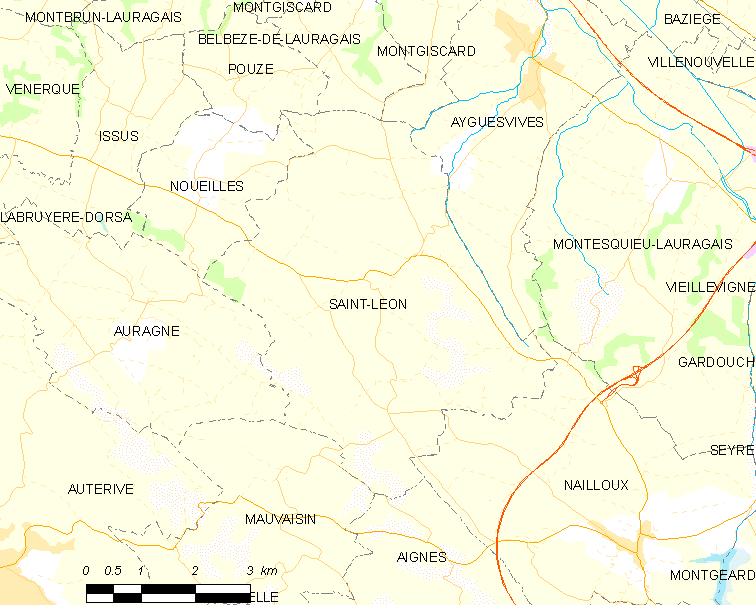
Карта коммуны